# Bataille d'al-Bab
Guerre civile syrienne
Batailles
La bataille d'al-Bab a lieu du 10 décembre 2016 au 23 février 2017 au cours de l'opération Bouclier de l'Euphrate, lors de la guerre civile syrienne. L'offensive est menée par l'armée turque et l'Armée syrienne libre avec pour objectif de prendre la ville d'Al-Bab, contrôlée par l'État islamique depuis novembre 2013. Elle vise également à prendre de vitesse les Forces démocratiques syriennes — dominées par les Kurdes des YPG — qui s'approchent de la ville par l'ouest et par l'est, afin de les empêcher de faire leur jonction et d'établir une continuité territoriale le long de la frontière turque. La bataille s'achève par une victoire des forces turques et rebelles qui s'emparent de la ville, mais les villages situés au sud sont reconquis par l'armée et les milices du régime syrien, empêchant ainsi les rebelles de poursuivre leur offensive contre les djihadistes. Un mois après la prise d'Al-Bab, la Turquie annonce la fin de l'opération Bouclier de l'Euphrate.

## Prélude
En août 2016, les Forces démocratiques syriennes (FDS), victorieuses à la bataille de Manbij, annoncent qu'elles font d'al-Bab — une ville de 100 000 habitants tenue depuis 2014 par l'État islamique, — leur prochain objectif. Cependant s'ils parviennent à réaliser cette prise, les Kurdes des YPG, faction dominante des Forces démocratiques syriennes, sont en passe d'établir le long de la frontière turque une continuité territoriale entre les différents cantons de la région fédérale du Rojava, proclamée le 17 mars 2016,. Ce scénario est inacceptable pour Ankara, qui décide de prendre les Kurdes de vitesse. Le 24 août 2016, plusieurs milliers de rebelles syriens soutenus par des chars de l'armée turque franchissent la frontière et s'emparent de la ville de Jarablous,.
Dans les mois qui suivent, l'armée turque et les rebelles poursuivent leur offensive. Repoussant les djihadistes de plus en plus loin de la zone frontalière, ils se rapprochent progressivement d'al-Bab. Le 13 novembre, les rebelles arrivent à deux kilomètres au nord et au nord-ouest de la ville, qui commence à être bombardée par l'artillerie turque.

## Forces en présence

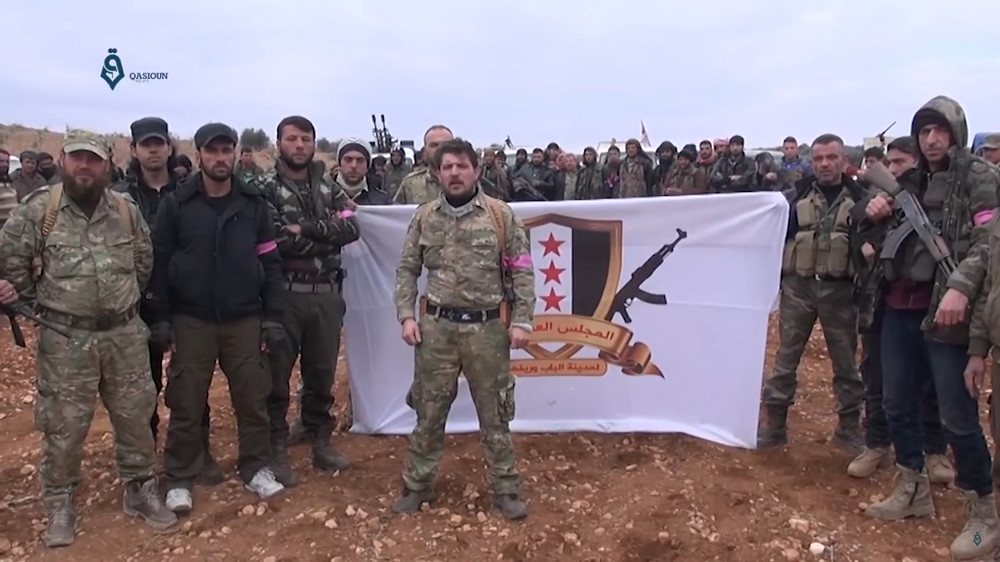
Des rebelles du Conseil militaire d'al-Bab, affilié à l'Armée syrienne libre, le 10 février 2017.

Le 9 décembre, les médias turcs annoncent le déploiement en Syrie de 300 hommes supplémentaires des forces spéciales pour renforcer les effectifs sur place. Plusieurs groupes rebelles combattent aux côtés de l'armée turque au cours de l'opération Bouclier de l'Euphrate. La plupart de ces factions sont regroupées au sein de la chambre d'opérations Hawar Kilis, avec la Division Sultan Mourad, Fastaqim Kama Umirt, la 13e division, le Front du Levant, Jaych al-Tahrir, la Brigade al-Moutasem, la Division al-Hamza, Al-Fauj al-Awwal, le Liwa al-Fatah, la Division du Nord, le Harakat Nour al-Din al-Zenki, le Régiment al-Musafa, les Bataillons islamiques al-Safwah, le Liwa Sultan Mehmed Fatih, la 51e Brigade, la 1re escouade d'Alep,. D'autres groupes prennent également part à l'offensive sans être intégrés à Hawar Kilis ; Ahrar al-Cham, Faylaq al-Cham, Jaych al-Nasr, Ahrar al-Charkiya, le 5e Régiment, le Liwa Suqour al-Chamal, Tajamuu al-Qaqaa, la 10e Brigade et Thuwar al-Jazira al-Souriya,. Le groupe Harakat Nour al-Din al-Zenki est dissout le 28 janvier 2017 et ses troupes intégrées dans la chambre d'opérations Hawar Kilis rallient Faylaq al-Cham, préférant rejoindre ce mouvement plutôt que Hayat Tahrir al-Cham, au contraire du reste du groupe,. Fastaqim Kama Umirt intègre quant à lui Ahrar al-Cham le 25 janvier,. Le nombre total des combattants de l'Armée syrienne libre et des autres groupes rebelles entre al-Bab et la frontière turque est alors d'environ 5 000 à 10 000,.

## Déroulement

### Offensives des Turcs et des rebelles au nord d'al-Bab, de décembre 2016 à janvier 2017

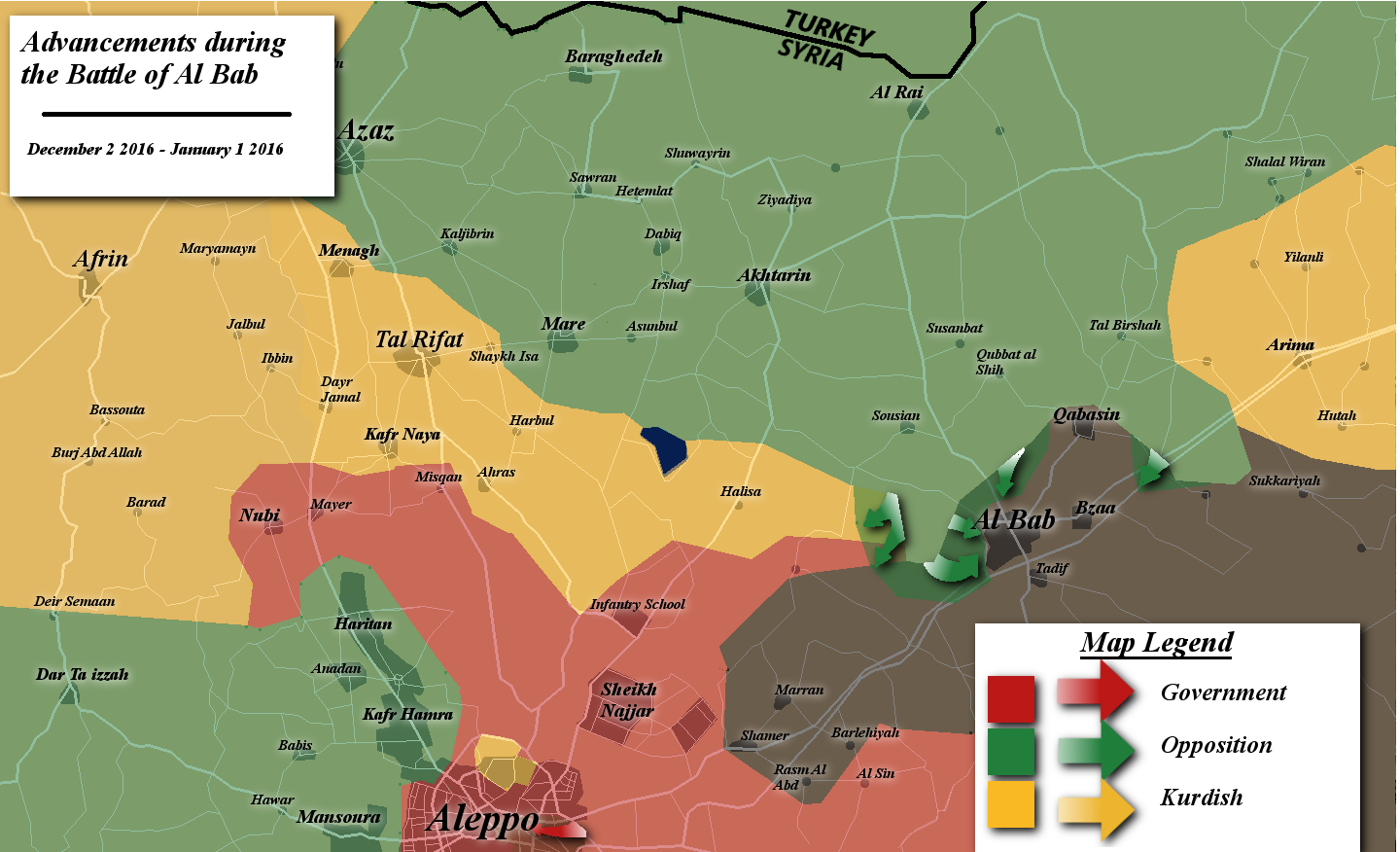
Évolution dans la région d'al-Bab entre le 2 décembre 2016 et le 1er janvier 2017.

Le 10 décembre 2016, les Turcs et les rebelles lancent l'assaut sur la ville d'al-Bab,. Ils parviennent à entrer dans la cité par le nord-ouest après de violents combats.
Le 21 décembre, des combats très violents ont lieu pour le contrôle de la colline Akil, près de l'hôpital, au sud-ouest de la ville,,. La position, prise la veille par les Turcs et les rebelles, est reprise par les hommes de l'État islamique. Un char Leopard turc est détruit et trois véhicules kamikazes sont utilisés par l'EI. L'armée turque reconnaît 16 morts et 33 blessés dans ses rangs et revendique la mort de 138 djihadistes,,. L'OSDH affirme de son côté qu'au moins 35 rebelles, 16 soldats turcs et 33 djihadistes de l'État islamique ont été tués dans ces combats.
Le 22 décembre, l'État islamique publie une vidéo montrant l'exécution de deux soldats turcs, qui sont brûlés vifs,. Le même jour, au moins 72 civils, dont 13 femmes et 21 enfants, sont tués par des raids aériens turcs à al-Bab selon l'OSDH,. Le 23, au moins 16 autres civils sont tués, dont trois enfants,.
L'armée turque affirme ensuite que 68 djihadistes ont été tués dans les combats autour d'al-Bab dans la nuit du 23 au 24 décembre. Deux jours plus tard, elle accuse l'EI d'avoir tué 30 civils qui tentaient de fuir la ville.

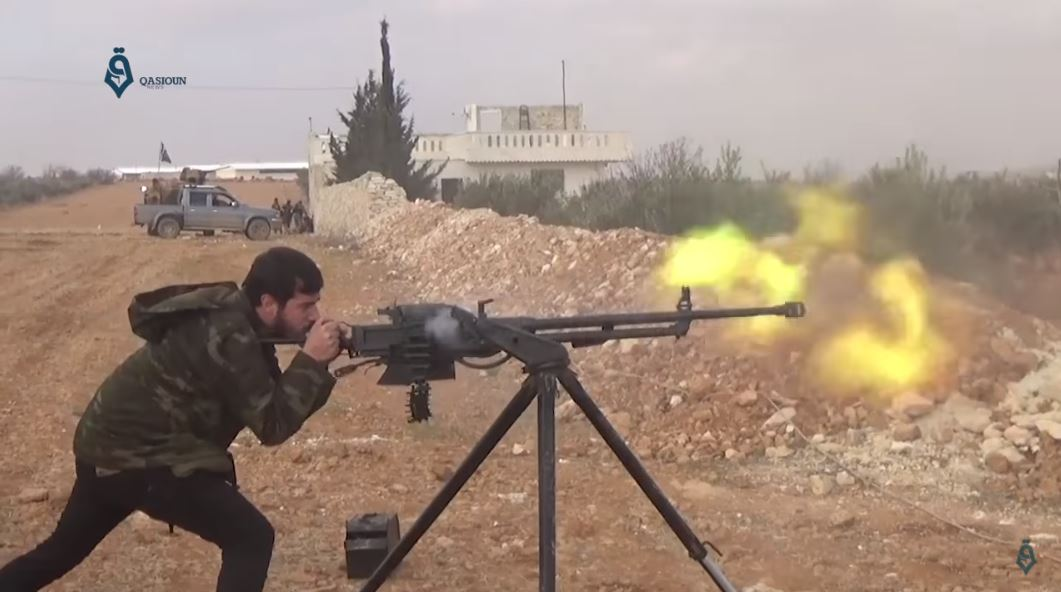
Rebelle ouvrant le feu avec une mitrailleuse près d'al-Bab, le 14 décembre 2016.

Le 26 décembre 2016, Ankara demande à la coalition de lui fournir un soutien aérien. Le 16 novembre 2016, le colonel américain John Dorrian, porte-parole militaire de la coalition, avait annoncé que la coalition n'appuyait plus les forces rebelles soutenues par les Turcs et que les soldats des forces spéciales américaines qui avaient été déployés à leurs côtés avaient été retirés. Exaspéré par l'alliance entre la coalition et les Forces démocratiques syriennes, le président Erdoğan va jusqu'à affirmer le 27 décembre que les Occidentaux « soutiennent tous les groupes terroristes, le YPG, le PYD, mais aussi Daech ». La Russie intervient dans la bataille et bombarde pour la première fois des positions de l'EI à al-Bab dans la nuit du 28 au 29 décembre,,. Le 4 janvier, le président turc Erdoğan déclare que la bataille d'al-Bab sera bientôt terminée et qu'une future offensive vers Manbij était possible afin de chasser les groupes jugés proches du PKK. Le 5 janvier, la Turquie menace de fermer la base d'Incirlik à la coalition puisque celle-ci ne soutient pas militairement l'intervention turque dans le nord de la Syrie et préfère appuyer les milices kurdes. Le 12 janvier, la Russie et la Turquie annoncent la conclusion d'un accord pour coordonner leurs frappes en Syrie. Les premières frappes conjointes sont menées le 18 janvier avec neuf avions russes — quatre Soukhoï Su-24, quatre Soukhoï Su-25 et un Soukhoï Su-35 — et huit avions turcs — quatre F-16 et quatre F-4 — qui visent 36 cibles. Le 19 janvier, la Coalition reprend ses bombardements à al-Bab en soutien des forces turques et rebelles. Début février, le gouvernement turc fait état d'une meilleure coopération avec la coalition et les États-Unis. Le Royaume-Uni engage également des avions dans les opérations.
Pendant ce temps, le 28 décembre, la Turquie affirme que 154 positions de l'EI ont été bombardées, 44 djihadistes tués et 117 autres blessés, plus 7 rebelles blessés. Elle revendique encore la mort de 18 combattants de l'EI, plus 37 autres blessés le 3 janvier, puis la mort de 32 djihadistes et la destruction de 21 cibles le 6 janvier, en ajoutant que la reprise d'al-Bab était ralentie dans le souci d'éviter les pertes civiles. En plus des 23 bâtiments détruits, elle revendique encore la mort de 48 djihadistes le 9 janvier, la mort de 19 djihadistes et la destruction de 340 cibles le 10 janvier et la mort de 11 djihadistes et la destruction de 347 cibles le 11 janvier. Le 20 janvier, cinq soldats turcs sont tués et neuf blessés dans une attaque-suicide au véhicule piégé. Mais pendant tout le mois de janvier, les forces turques et rebelles piétinent à al-Bab et ne parviennent pas à progresser de manière significative,,.

### Offensive des loyalistes au sud et encerclement d'al-Bab, début février 2017

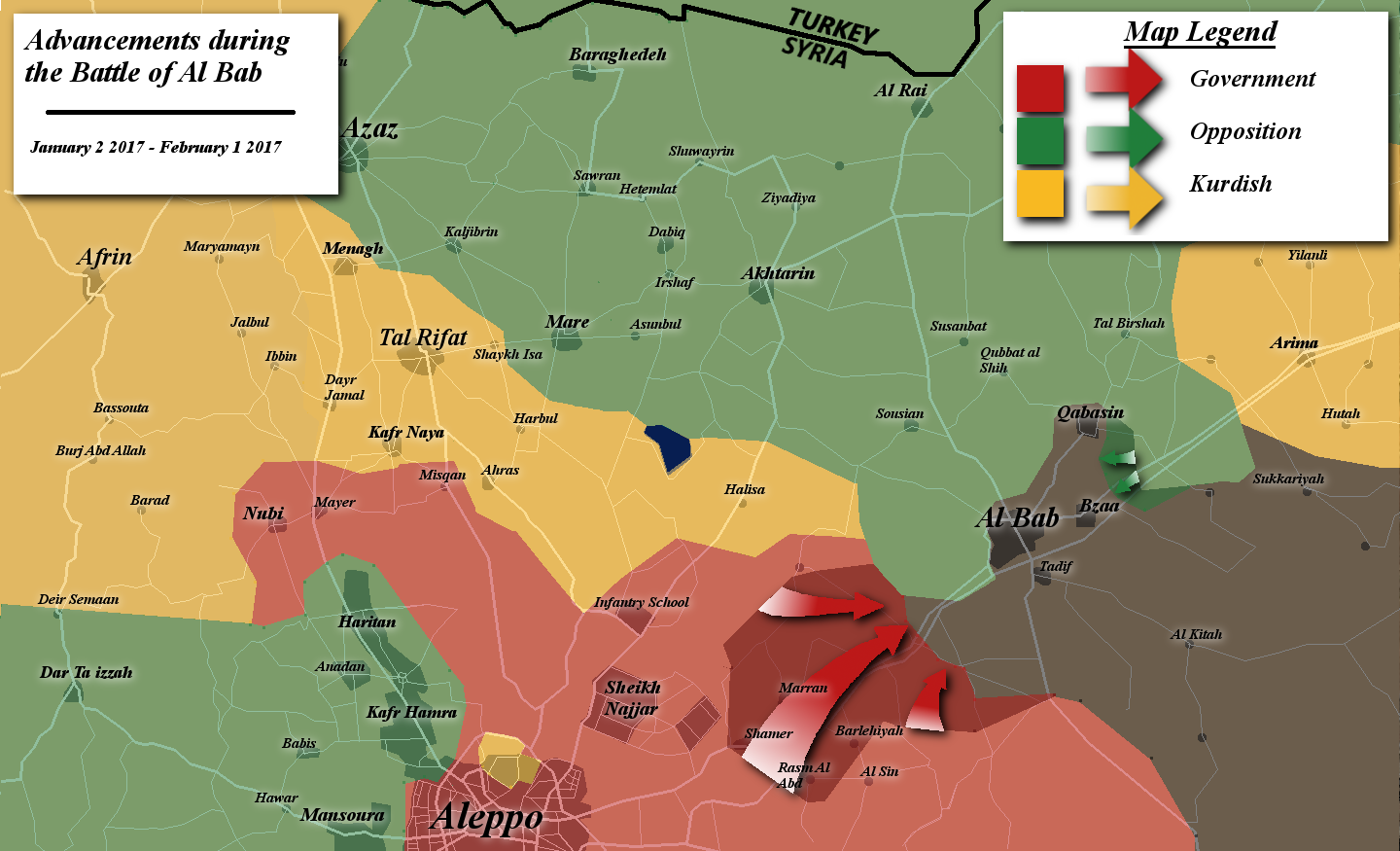
Évolution dans la région d'al-Bab entre le 2 janvier et le 1er février 2017.

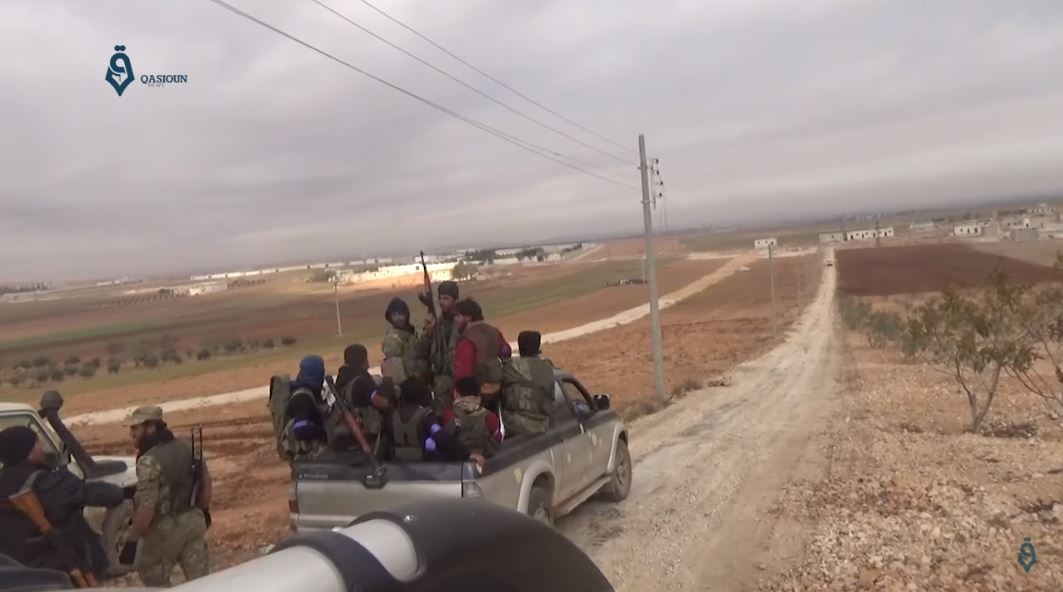
Rebelles sur une route près d'al-Bab, le 14 décembre 2016.

De leur côté, les forces du régime syrien, commandées par le général Souheil al-Hassan, commencent également à progresser en direction d'al-Bab. Le 2 février, après 20 jours de combats, l'armée syrienne affirme avoir avancé sur 16 kilomètres depuis l'autoroute d'Alep et repris 32 villages et hameaux soit une superficie de 250 km2. Elle n'est alors plus qu'à 3 kilomètres d'al-Bab. Les Turcs et les rebelles lancent alors une nouvelle offensive au sud-est de la ville, afin de couper la route aux troupes du régime syrien.
Le 2 février, au moins 11 djihadistes sont tués et 26 rebelles tués ou blessés selon l'OSDH. La Turquie poursuit ses bombardements et revendique la mort de 47 djihadistes le 3 février lors de combats terrestres et de frappes aériennes menées en coopération avec la coalition,. Elle affirme avoir encore éliminé 34 djihadistes le 4 février dont le « gouverneur » d'al-Bab, Abou Khalid al-Urduni ; un nouveau gouverneur aurait ensuite été désigné. Selon l'OSDH, au moins 40 hommes de l'État islamique sont tués le 4 février, dont 25 par les rebelles et les Turcs, et 15 par les loyalistes.
Dans la nuit du 5 au 6 février, l'armée syrienne et le Hezbollah progressent vers la dernière route tenue par l'État islamique, au sud-est,,. Cette dernière se retrouve à portée de tir et est donc coupée de facto,,,. Au moins 11 soldats syriens sont tués le 6 février selon l'OSDH. Al-Bab est alors presque encerclée ; les côtés nord, ouest et est sont tenus par les rebelles et les Turcs, tandis que le côté sud est refermé par les loyalistes,. L'État islamique tient encore les villages de Qabasin au nord-est et de Bizah à l'est, où plusieurs assauts des Turcs et des rebelles sont repoussés.

### Prise d'al-Bab par les rebelles et les Turcs, du 7 au 23 février 2017

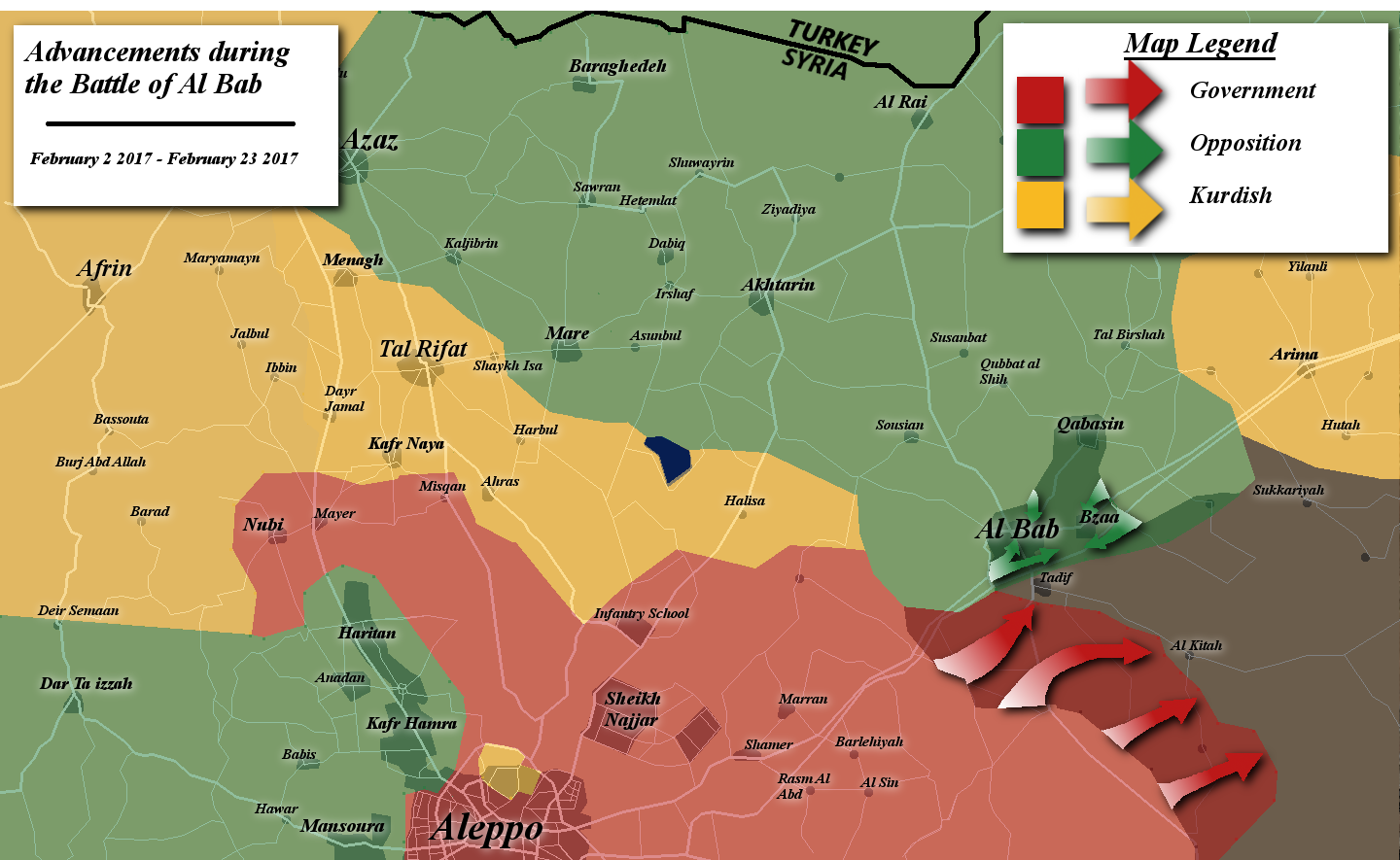
Évolution dans la région d'al-Bab entre le 2 et le 23 février 2017.

Les forces turques et rebelles repartent alors à l'offensive. Le 7 février, la colline Akil, à l'ouest d'al-Bab, est reprise,,. L'armée turque revendique la mort de 58 djihadistes, contre deux tués et 15 blessés légers dans ses rangs,,, tandis que l'OSDH donne un bilan d'au moins quatre soldats turcs, 17 rebelles et 20 djihadistes de l'EI tués. Le 8 février, les rebelles prennent l'hôpital central d'al-Bab et progressent à l'intérieur de la ville, dans les quartiers ouest,. Le même jour des habitants se soulèvent contre l'EI dans le village d'Abou Taltal, à 3 kilomètres au sud d'al-Bab. De leur côté, l'armée syrienne et le Hezbollah achèvent la prise des collines d'al-Uwayshiyah, au sud-est d'al-Bab, qui bordent la dernière ligne de ravitaillement de l'EI,.
Le 9 février, deux villages tombent aux mains des rebelles et des Turcs, tandis que les loyalistes prennent les villages de Touman, al-Uwayshiyah et Hawarat Tadef, au sud. Cependant les lignes rebelles et loyalistes se rejoignent et des combats, dans un village au sud-ouest d'al-Bab, opposent les deux forces pour la première fois depuis le début de la bataille,, et ce malgré les affirmations d'Ankara sur la mise en place d'une coordination internationale pour éviter des accrochages entre les armées turques et syriennes. La Russie intervient alors pour calmer la situation. L'armée turque revendique la mort de 44 djihadistes dans les frappes aériennes et les tirs d'artillerie menés au cours de la journée,, mais elle annonce aussi que trois de ses soldats ont été tués et 11 autres blessés par une frappe aérienne russe au matin visant l'EI ; le président russe Vladimir Poutine présente alors ses excuses au président turc Erdoğan,. 

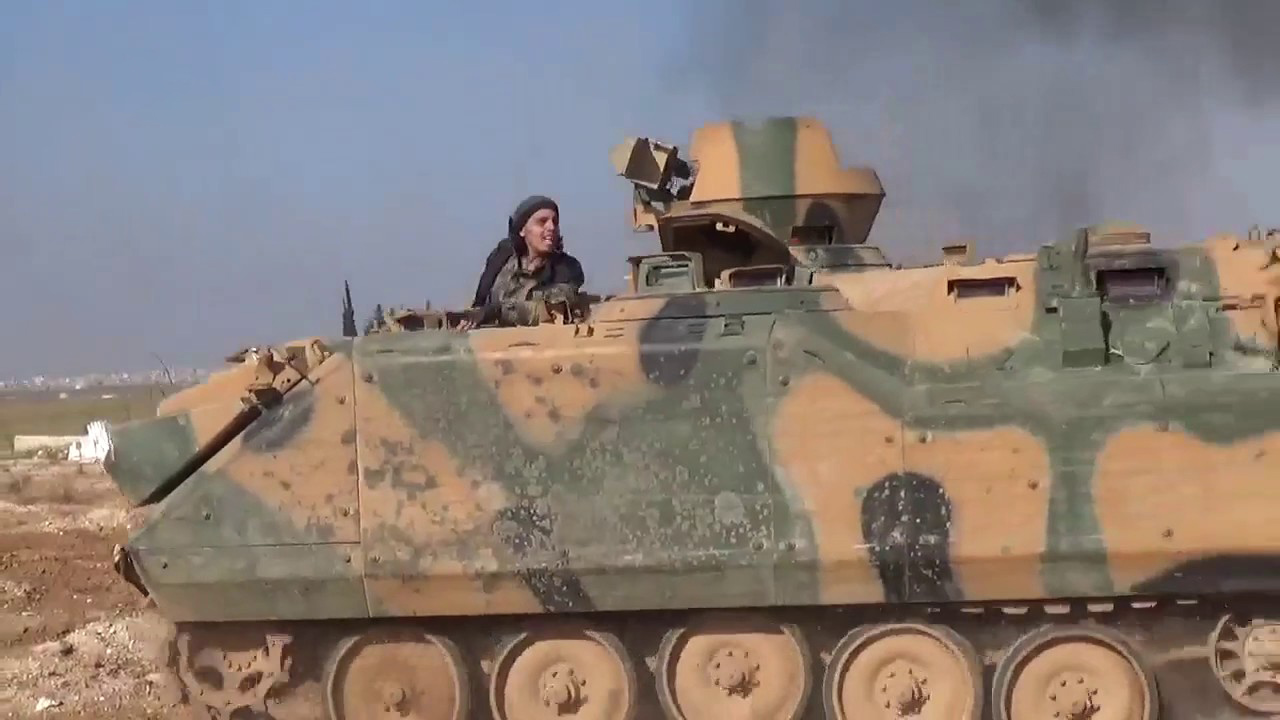
Un blindé ACV-15, fourni par l'armée turque aux rebelles, dans le village de Bizah, le 4 février 2017.

Le 11 février, les troupes turques et des rebelles syriens entrent dans al-Bab par le côté sud-ouest. Un soldat turc est tué et un autre blessé dans les affrontements,. De leur côté les troupes loyalistes atteignent la localité de Tadef, au sud, et arrivent à moins d'un kilomètre d'al-Bab. Le ministère russe de la Défense déclare que jusqu'à 650 djihadistes ont été tués à Tadef.
Le 12 février, Erdoğan déclare que ses troupes ont atteint le centre de la ville. Les 15 et 16 février, au moins 34 civils, dont 17 enfants, sont tués dans des bombardements turcs selon l'OSDH, l'armée turque revendique de son côté la mort de 15 djihadistes. Les rebelles s'emparent quant à eux de plusieurs silos de blés à l'ouest d'al-Bab, mais un groupe est repoussé à l'intérieur de la ville par une embuscade des hommes de l'État islamique. Le 16 février, le ministre turc de la Défense, Fikri Işık, déclare que les troupes de l'ASL « nettoient » le centre-ville d'al-Bab des soldats de l'EI, tandis que le premier ministre, Binali Yıldırım, affirme que la cité est « largement » sous contrôle. Mais ces propos sont contestés par l'OSDH, qui assure que les forces turques et rebelles ont fait peu de progrès depuis leur entrée dans la ville. Selon l'OSDH, les rebelles ne progressent que de 200 mètres à l'ouest le 20 février malgré les bombardements de l'armée turque,.

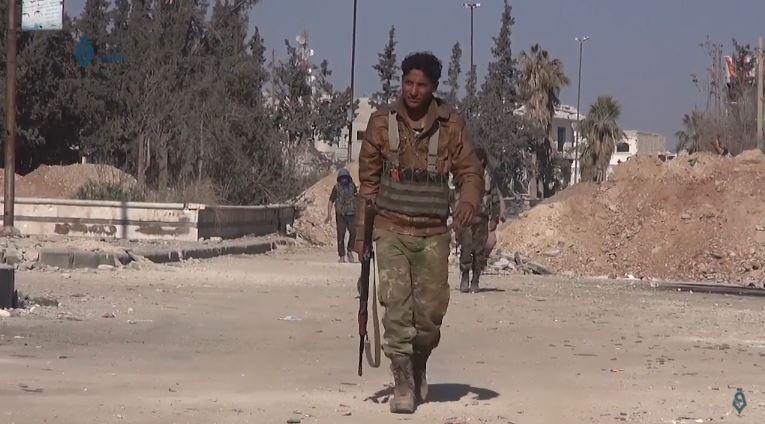
Un rebelle syrien dans la ville d'al-Bab, le 22 février 2017.

Le 21 février, la Turquie revendique encore la mort de 44 djihadistes dans des bombardements, puis le lendemain elle affirme qu'il reste à peine 100 combattants de l'EI à al-Bab. Les 22 février, l'Armée syrienne libre atteint le centre-ville, les rebelles affirment avoir tué plusieurs dizaines de djihadistes et évacués 50 familles. Le 23 février, trois groupes rebelles — la Division Sultan Mourad, la Division al-Hamza et la Brigade al-Moutasem — annoncent que la ville d'al-Bab a été entièrement reconquise, cependant l'agence de presse progouvernementale turque, Anadolu, rapporte que les hommes de l'ASL ont seulement pris le contrôle du centre-ville, tandis que pour l'OSDH les rebelles tiennent près de la moitié des quartiers de la ville. La Turquie déclare de son côté que la ville est « presque entièrement » sous le contrôle de l'ASL. Cependant plusieurs rebelles sont tués par l'explosion d'une mine lors du nettoyage de la ville. Selon l'OSDH, les dernières forces de l'État islamique se retirent d'al-Bab par le sud-est, puis de Qabasin et de Bizah au cours de la journée,. Ces deux derniers villages sont ensuite occupés par l'ASL. Les djihadistes se maintiennent en revanche dans le village de Tadef, au sud, et leurs positions sont pilonnées par les Turcs. Le 24 février, l'armée turque annonce que tous les quartiers d'al-Bab sont sous contrôle et que les opérations de nettoyage se poursuivent pour neutraliser les obstacles, les mines et les bombes artisanales. Le 25 février, les djihadistes se retirent de Tadef qui passe sous le contrôle des forces loyalistes,.

## Bilan humain

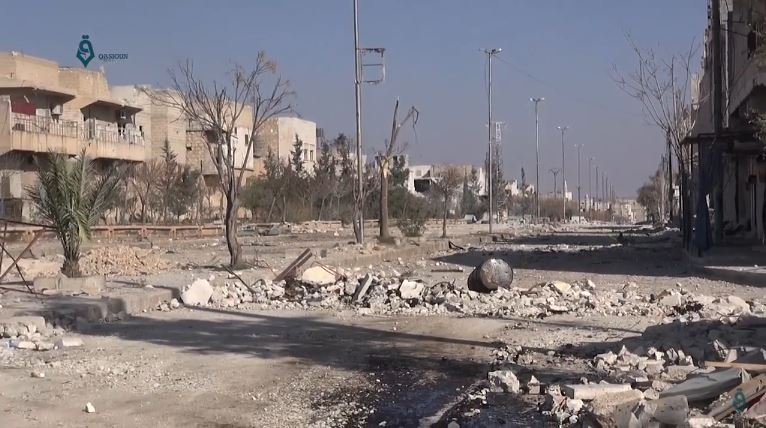
Une rue d'al-Bab, le 22 février 2017.

Selon l'Observatoire syrien des droits de l'homme  (OSDH), au moins 444 civils, dont 59 femmes et 96 enfants, ont été tués, et plus de 3 250 autres blessés à al-Bab et ses environs entre le 13 novembre 2016 et le 23 février 2017,,.
L'armée turque déplore la mort de 54 de ses soldats entre le 24 novembre 2016 et le 23 février 2017,. Au total, 71 militaire turcs sont morts dans l'ensemble de l'Opération Bouclier de l'Euphrate. Selon Bellingcat, à la date du 12 février 2017, l'armée turque a perdu au moins 11 chars — dont 10 Leopard 2A4 et un M60 — trois véhicules de combat d'infanterie et un véhicule blindé de transport de troupes, détruits ou endommagés.
Selon Abdullah Ağar, un expert turc cité par The Daily Beast, les pertes des rebelles sont de 470 tués et 1 700 blessés pour la période allant du début de l'opération Bouclier de l'Euphrate, le 24 août 2016, à la fin de bataille d'al-Bab, le 23 février 2017. Pour le journal turc Hürriyet, 600 rebelles ont trouvé la mort pour l'ensemble de l'Opération Bouclier de l'Euphrate.
Les pertes de l'État islamique ne sont pas connues. L'Observatoire syrien des droits de l'homme (OSDH) évoque la mort d'au moins 104 djihadistes dans les combats du 21 décembre, du 2, du 4 et du 7 février,,,. Selon divers communiqués de l'armée turque, au moins 677 hommes de l'EI ont été tués à al-Bab, mais ces bilans sont partiels,,,,,,,,,,,,,. Pour l'ensemble de l'Opération Bouclier de l'Euphrate, le ministre turc de la Défense, Fikri Işık, déclare le 23 décembre 2016 que 1 005 combattants de l'État islamique et 299 combattants des Forces démocratiques syriennes ont été tués depuis le début de l'opération. À la date du 10 mars 2017, l'armée turque affirme que 3 060 hommes de l'État islamique ont été « neutralisés » — dont 2 647 morts — ainsi que 462 des YPG — dont 425 morts,.
Un djihadiste français nommé Jonathan Geffroy est fait prisonnier par les rebelles au cours de la bataille, vers la mi-février. Il est remis à la France par la Turquie le 11 septembre 2017. Jugé à Paris, il est condamné le 23 janvier 2023 à 18 ans de prison,.
Le 5 mars, le Bureau de la coordination des affaires humanitaires de l'ONU affirme que 39 766 personnes d'al-Bab et de Tadef et 2 500 autres civils issus de localités de l'est d’Al-Bab ont fui les combats pour trouver refuge pour d’autres secteurs du nord contrôlés par les rebelles.

## Suites

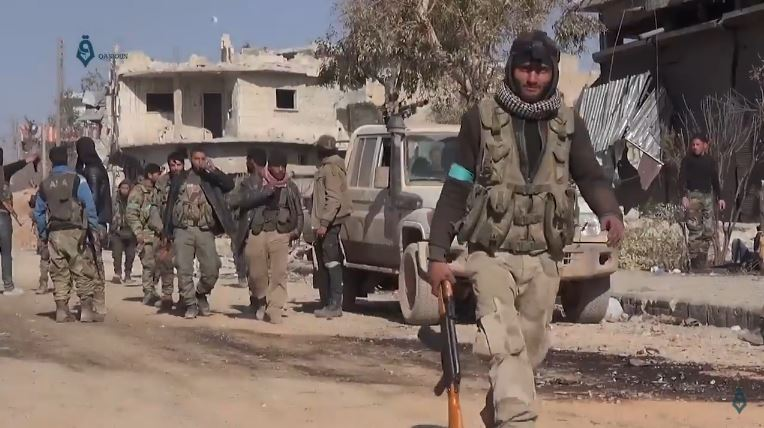
Des rebelles syriens dans la ville d'al-Bab, le 22 février 2017.

Après leur défaite, les djihadistes mènent plusieurs attentats en représailles dans la journée du 24 février. À Soussiane, un village au nord-ouest d'al-Bab, une voiture piégée conduite par un kamikaze fait au moins 83 morts, tandis qu'un autre kamikaze se fait exploser à l'entrée d'al-Bab, faisant deux morts et trois blessés parmi les soldats turcs,,,,,,.
Un accord tacite est conclu entre la Russie et la Turquie pour laisser le contrôle d'al-Bab aux Turcs. Mais après la chute de la ville, les loyalistes poursuivent leur progression contre l'État islamique dans la région au sud-est d'al-Bab afin de couper la route de Dayr Hafir aux Turcs et à l'ASL,. L'armée syrienne avance vers le lac el-Assad sans rencontrer de forte résistance et arrive le 26 février à 25 kilomètres du barrage de Tabqa. Le soir du 26 février, des combats éclatent également près de Tadef, au sud d'al-Bab, entre les loyalistes et les rebelles. À la date du 27 février, l'armée syrienne s'est emparée de 18 villages, dont Tadef et de 600 km2 dans cette région au cours des 15 jours précédents. Le 7 mars, les loyalistes s'emparent de la petite ville d'al-Khafsa et de sa station de pompage qui alimentait Alep en eau avant d'être mise hors service par l'EI. Ils atteignent aussi les rives du lac el-Assad et les abords de l'aéroport militaire de Jarrah,. Le 25 mars, les forces du régime se retirent cependant de la petite ville de Tadef, qui est ensuite occupée par les rebelles. Le 29 mars, les loyalistes prennent la ville de Dayr Hafir à l'État islamique.
Le 29 mars, la Turquie annonce la fin de l'opération Bouclier de l'Euphrate.

### Vidéographie
- [vidéo] Syrie : la ville d’al-Bab est-elle vraiment encerclée ?, France 24, 6 février 2017.
- [vidéo] Syrie : une situation de plus en plus complexe à l’est d’Alep, France 24, 28 février 2017.